# Olavi Rove
Olavi Antero Rove (Helsinki, 1915. július 29. – Helsinki, 1966. május 22.) olimpiai bajnok finn tornász.

## Sportpályafutása
Londonban rendezték az 1948. évi nyári olimpiai játékok torna versenyeit, ahol csapatban olimpiai bajnok, ugrásban ezüstérmes volt.
A Finnországban, Helsinkiben rendezett 1952. évi nyári olimpiai játékok torna versenyein csapatban ezüstérmes lett.